# Brigitte Simon-Glinel
Brigitte Simon épouse Glinel, née le 1er novembre 1956 à Caen, est une joueuse professionnelle de tennis française, active dans les années 1970 et 1980.

## Biographie
Dotée d'un petit gabarit (1,63 m pour 53 kg), Brigitte Simon remporte trois victoires dans le Championnat de France en 1976, 1978 et 1980.
Vainqueur de tournois à Monte-Carlo, Nice et Naples, elle reçoit une invitation pour disputer les Internationaux de France de Roland-Garros en 1978. Elle se hisse en demi-finale en battant notamment Florenta Mihai (tête de série no 10), avant d'être battue par la future gagnante de l'épreuve, Virginia Ruzici. En double mixte, elle parvient en quart de finale avec Yannick Noah.
Au début de sa carrière, elle tente sa chance sans succès sur le circuit américain aux côtés de Nathalie Fuchs et Florence Guedy.
Alors que le tennis féminin français est relativement peu présent au plus haut niveau international dans les années 1970, Brigitte Simon-Glinel a fait partie des toutes meilleures joueuses tricolores de cette époque, derrière ses aînées Françoise Dürr et Gail Lovera. Membre de l'équipe de France en Coupe de la Fédération entre 1977 et 1982 aux côtés de ces dernières, elle a affronté deux fois Chris Evert dans la compétition.
Dans les années 2010, elle est entraîneur au Tennis-club paimpolais.

## Parcours en Grand Chelem

### En simple dames
| Année | Open d'Australie | Open d'Australie | Internationaux de France | Internationaux de France | Wimbledon       | Wimbledon        | US Open | US Open |
| 1975  | -                | -                | 1er tour (1/32)          | Janet Newberry           | -               | -                | -       | -       |
| 1976  | 2e tour (1/8)    | Evonne Goolagong | 2e tour (1/16)           | M. Fernández             | -               | -                | -       | -       |
| 1977  | -                | -                | 1er tour (1/32)          | Janet Newberry           | 1er tour (1/64) | Lesley Charles   | -       | -       |
| 1978  | n/a              | n/a              | 1/2 finale               | Virginia Ruzici          | 1er tour (1/64) | Lele Forood      | -       | -       |
| 1979  | n/a              | n/a              | 2e tour (1/16)           | Betty Stöve              | -               | -                | -       | -       |
| 1980  | n/a              | n/a              | 2e tour (1/16)           | Anne Smith               | 2e tour (1/32)  | Dianne Fromholtz | -       | -       |
| 1981  | n/a              | n/a              | 1er tour (1/64)          | Anne Minter              | -               | -                | -       | -       |
| 1982  | -                | -                | 3e tour (1/16)           | Pam Casale               | -               | -                | -       | -       |
| 1983  | -                | -                | 1er tour (1/64)          | C. Tanvier               | -               | -                | -       | -       |

À droite du résultat, l’ultime adversaire.

### En double dames
| Année | Open d'Australie        | Open d'Australie           | Internationaux de France    | Internationaux de France | Wimbledon | Wimbledon | US Open | US Open |
| 1976  | 1/4 de finale M. Gurdal | E. Goolagong Helen Gourlay | 1er tour (1/16) F. Thibault | V. Ruzici Elly Appel     | -         | -         | -       | -       |
| 1977  | -                       | -                          | 1er tour (1/16) F. Thibault | Rayni Fox Helen Cawley   | -         | -         | -       | -       |
| 1978  | -                       | -                          | 2e tour (1/8) Sylvie Rual   | F. Mihai B. Nagelsen     | -         | -         | -       | -       |
| 1979  | -                       | -                          | 1er tour (1/16) D. Beillan  | Rosie Casals Chris Evert | -         | -         | -       | -       |

Sous le résultat, la partenaire ; à droite, l’ultime équipe adverse.

### En double mixte
| Année | Open d'Australie | Open d'Australie | Internationaux de France    | Internationaux de France | Wimbledon | Wimbledon | US Open | US Open |
| 1976  | -                | -                | 1er tour (1/16) D. Naegelen | C. Sieler M. Edmondson   | -         | -         | -       | -       |
| 1977  | -                | -                | 2e tour (1/8) D. Bedel      | F. Mihai Iván Molina     | -         | -         | -       | -       |
| 1978  | -                | -                | 1/4 de finale Yannick Noah  | V. Ruzici P. Dominguez   | -         | -         | -       | -       |
| 1982  | -                | -                | 1er tour (1/16) Diego Pérez | I. Villiger Z. Kuhárszky | -         | -         | -       | -       |

Sous le résultat, le partenaire ; à droite, l’ultime équipe adverse.

## Parcours en Coupe de la Fédération
| #                                                                   | Date       | Lieu       | Surface      | Gagnante(s)                        | Perdante(s)                        | Score         |          |
|                                                                     |            |            |              |                                    |                                    |               |          |
| 1977 - 2e tour (groupe mondial) - France - Grèce - 3 : 0            |            |            |              |                                    |                                    |               |          |
| 1                                                                   | 13/06/1977 | Eastbourne | Herbe (ext.) | Brigitte Simon                     | Denise Panagopoulou                | 6-0, 6-0      | Parcours |
|                                                                     |            |            |              |                                    |                                    |               |          |
| 1978 - 1er tour (groupe mondial) - France - Suède - 2 : 1           |            |            |              |                                    |                                    |               |          |
| 2                                                                   | 27/11/1978 | Melbourne  |              | Nina Bohm Elizabeth Ekblom         | Brigitte Simon Frederique Thibault | 6-2, 6-2      | Parcours |
|                                                                     |            |            |              |                                    |                                    |               |          |
| 1978 - 2e tour (groupe mondial) - France - Argentine - 3 : 0        |            |            |              |                                    |                                    |               |          |
| 3                                                                   | 27/11/1978 | Melbourne  |              | Brigitte Simon Frederique Thibault | Claudia Casabianca Raquel Giscafré | 6-4, 3-6, 6-2 | Parcours |
|                                                                     |            |            |              |                                    |                                    |               |          |
| 1978 - 1/4 de finale (groupe mondial) - États-Unis - France - 3 : 0 |            |            |              |                                    |                                    |               |          |
| 4                                                                   | 27/11/1978 | Melbourne  |              | Chris Evert                        | Brigitte Simon                     | 6-2, 6-2      | Parcours |
|                                                                     |            |            |              |                                    |                                    |               |          |
| 1979 - 1er tour (groupe mondial) - France - Indonésie - 3 : 0       |            |            |              |                                    |                                    |               |          |
| 5                                                                   | 30/04/1979 | Madrid     | Terre (ext.) | Brigitte Simon                     | Yolanda Sumarno                    | 6-1, 7-5      | Parcours |
|                                                                     |            |            |              |                                    |                                    |               |          |
| 1979 - 1/4 de finale (groupe mondial) - États-Unis - France - 3 : 0 |            |            |              |                                    |                                    |               |          |
| 6                                                                   | 30/04/1979 | Madrid     | Terre (ext.) | Chris Evert                        | Brigitte Simon                     | 6-0, 6-0      | Parcours |
|                                                                     |            |            |              |                                    |                                    |               |          |
| 1980 - 1er tour (groupe mondial) - Suède - France - 2 : 1           |            |            |              |                                    |                                    |               |          |
| 7                                                                   | 19/05/1980 | Berlin     | Terre (ext.) | Brigitte Simon                     | Nina Bohm                          | 6-4, 6-3      | Parcours |